# سن-اینیاس-دو-لویولا، کبک
سَن-اینیاس-دو-لویولا (به فرانسوی: Saint-Ignace-de-Loyola) قصبه‌ای در منطقه شهری دوتره ناحیه لانودییر در استان کبک کانادا است. در سرشماری سال ۲۰۱۱ این قصبه ۱٬۹۵۵ نفر جمعیت داشته‌است و مساحت آن ۳۰٫۷۶ کیلومتر مربع است.